# Podorywka
Podorywka – orka płytka rozpoczynająca zespół uprawek pożniwnych, wykonywana latem bezpośrednio po zbiorze roślin. Podorywka może być wykonana pługiem podorywkowym, kultywatorem podorywkowym lub broną talerzową. Podorywkę wykonuje się najczęściej do głębokości 5-10cm.